# Genuskontrakt
Genuskontrakt är ett begrepp inom feministisk forskning, skapat av historikern Yvonne Hirdman. Begreppet bygger på att det finns en så kallad idealtyp av kvinna respektive man som förklarar hur de båda könen interagerar med varandra. Ur kontraktet skapas förutsättningar för generella sätt som respektive kön förväntas bete sig på, vilket ständigt blir bekräftat av de rådande normerna i samhället. Det hela bygger på idén att vi främst är människor och inte kön och att när vi beter oss på sätt som anses typiska för vårt kön så kan det liknas vid en sorts rollspel som alla har skrivit under på att delta i. Genuskontraktet innehåller regler för de av bägge könens förväntade rättigheter, skyldigheter, ansvar och egenskaper. 
Genuskontraktet i dess striktaste form ger ett förhållande mellan man och kvinna där arbetsdelningen är total - båda vet sin plats. I detta förhållande är mannens plats i den produktiva, offentliga sfären vilket oftast tar sig uttryck i lönearbetet medan kvinnans verksamhetsområde är i den privata sfären med framför allt reproduktivt arbete såsom hem och barn. Denna struktur, där män och kvinnor lever med olika möjligheter och begränsningar, vill Hirdman poängtera med hjälp av genuskontraktet.
Genuskontraktet belyser skillnader i förutsättningar för kvinnor och män, inom till exempel vården och medicinsk forskning. Heteronormativitet och genuskontraktet är två begrepp som liknar varandra i många aspekter. Det kan vara svårt att skilja dem åt. Genuskontraktet måste ses intersektionellt, vilket betyder att man tar hänsyn till klasstillhörighet, ålder, och status i arbetslivet för att förstå hur genuskontraktet påverkar en individ.